# Tugdual Derville
 (décembre 2021).
Pour les articles homonymes, voir Derville (homonymie).
Tugdual Derville, né le 27 janvier 1962 à Saint-Maixent-l'École (Deux-Sèvres), est une personnalité catholique française du monde associatif connue pour son engagement dans le « mouvement pro-vie » (contre l'euthanasie, contre l'avortement) et contre le mariage pour tous.  
Dès les années 1980, il s'implique dans l'accueil d'enfants en situation de handicap et fonde en 1986 l'association À bras ouverts. Dans les années 1990, il devient le délégué général de l'association pro-vie Alliance VITA. En 2013, il est un des porte-parole de La Manif pour tous, puis cofonde à sa suite le « Courant pour une Écologie Humaine ». Dans ce cadre militant, il est essayiste et conférencier.

## Biographie

### Jeunesse
Fils de militairecatholique[réf. souhaitée], Tugdual Derville est né le 27 janvier 1962.
Il souffre de dyslexie et connaît une scolarité difficile. Il redouble sa première, puis passe deux fois son baccalauréatavant de  réussir une licence de droit et de rejoindre l'Institut d'études politiques de Paris, puis l’École supérieure des sciences économiques et commerciales (ESSEC),. En 1984, il est champion de France des universités du relais 4 × 100 mètres.
Son frère, Guillaume Derville, est nommé directeur de conscience de l'Opus Dei, institution de l'Église catholique, choix que respecte Tugdual, sans le suivre,,. En 1989, il épouse Raphaëlle, une peintre ; ils sont les parents de six enfants,.

### Premiers engagements associatifs dans les années 1980
Tugdual Derville travaille pour une association d’aide aux personnes âgées, les Petits frères des pauvres, avant de devenir consultant dans le domaine médico-social.
En 1986, il fonde à l'âge de 24 ans l'association À bras ouverts pour organiser l’accueil en week-ends ou séjours de vacances d’enfants, adolescents et jeunes adultes porteurs d’un handicap mental.

### Le mouvement pro-vie
En 1994, il rejoint l'Alliance pour les droits de la vie, association fondée par Christine Boutin. Cette association devient Alliance VITA, un des principaux mouvements pro-vie. Il en est délégué général et, à ce titre, il intervient régulièrement dans les médias sur les questions bio-éthiques,,,,[source secondaire nécessaire].
Après la canicule de l'été 2003, il fonde le service d’écoute SOS Fin de Vie en 2004[source secondaire nécessaire].

### Opposition à la reconnaissance des couples homosexuels
Au cours de sa vie, Tugdual Derville s'oppose à plusieurs reprises à l'officialisation des unions de personnes homosexuelles. En 1999, est examinée la question du pacte civil de solidarité, concernant la reconnaissance légale de la cohabitation entre personnes non mariées, notamment pour permettre aux personnes homosexuelles de disposer d'une certaine protection juridique. Tugdual Derville organise alors des manifestations contre cette mesure.
Dans les années 2010, la question de l'ouverture du mariage aux couples homosexuels est examinée par le législateur français. Une vive opposition à cette loi est mise en place sous le nom de La Manif pour Tous, dont Tugudal devient l'un des porte-paroles.
Le 23 octobre 2012, lors d'une manifestation à La Défense, il déclare s'opposer au mariage des couples de même sexe, invoquant le bien-être de l'enfant : « Tous les enfants doivent avoir la chance d’avoir un père et une mère, si c’est possible. ». Il évoque ainsi la nécessité de « centrer le discours sur la question du bien-être de l’enfant. ».
Le 24 janvier 2013, lors d'une convention UMP, il fait un parallèle entre les désirs d'engendrement et de mariage des personnes ayant un handicap mental et ceux des personnes homosexuelles. Malgré sa récusation de l'amalgame, il provoque l'indignation des partisans du mariage pour tous .
Le 19 février 2013, lors d'une entretien avec Alliance Vita et repris par plusieurs sites locaux de la Manif pour tous, il affirme sa proximité idéologique avec Philippe Ariño et remet en doute l'amour homosexuel et que ce dernier n'est pas comparable à l'amour conjugal hétérosexuel. Il se questionne moralement aussi dans cet entretien, sur un certain fascicule destiné aux adolescents qui affirmait, d'après lui, que « l'amour homosexuel c'est bien ».
En novembre 2016, il critique une campagne d'affichage ciblée de lutte contre le VIH à destination des homosexuels.

### Opposition à la PMA et la GPA
Le 17 avril 2018, dans le contexte des « états généraux de la bioéthique », il organise à Paris, un « showroom clandestin » qui suscite la polémique où il mit en scène des poupons et des mannequins avec des codes barres et des prix pour dénoncer la marchandisation du corps humain qu'il associe à la gestation pour autrui, et évoque aussi son opposition à toute procréation médicalement assistée, la question de sa libéralisation pour les couples de femmes et les femmes seules étant alors d'actualité.

### La question de l'euthanasie et du suicide assisté
Disposant d'un accès aux médias, Tugdual Derville donne des avis sur des thèmes de société comme l'euthanasie et l'aide au suicide. Opposé à ces mesures, il pose que « la peur de l'acharnement thérapeutique pousse certaines personnes à croire que l'euthanasie est la seule solution » et souhaite mettre en avant les soins palliatifs, constituant selon lui une « troisième voie »,.

### Création du courant «pour une Écologie humaine»
À la suite des manifestations de l'année 2013, il lance le courant « pour une Écologie humaine », avec Pierre-Yves Gomez et Gilles Hériard-Dubreuil,.

## Publications
- Le Bonheur blessé, avortement, eugénisme et euthanasie en question, Paris, CLD, 2005  (ISBN 978-2854434613)
- Animaux dans l’Évangile, Paris, Ecclésia / SPFC, 2010  (ISBN 978-2953607819)
- La Bataille de l’euthanasie, enquête sur les 7 affaires qui ont bouleversé la France, avec Xavier Mirabel (préface), coll. Carte blanche, éditions Salvator, février 2012  (ISBN 978-2706708923)
- Le Temps de l’Homme, Paris, Plon, 2016  (ISBN 978-2259249461)
- 67 recettes de bonheur. L’écologie humaine en actions, Éditions de l'Emmanuel, 2018, 152 p.  (ISBN 978-2-3538-9701-8)
- Docteur, ai-je le droit de vivre encore un peu ? L'euthanasie et le suicide assisté démasqués, Salvator, 2023, 211 p.

## Distinction
En 2008, Tugdual Derville est nommé chevalier dans l'ordre national de la Légion d'honneur, sur proposition de Christine Boutin, alors ministre du Logement et de la Ville.